# Niamina East
Niamina East ist einer von 35 Distrikten – der zweithöchsten Ebene der Verwaltungsgliederung – im westafrikanischen Staat Gambia. Es ist einer von zehn Distrikten in der Central River Region.
Nach einer Berechnung von 2013 leben dort etwa 21.996 Einwohner, das Ergebnis der letzten veröffentlichten Volkszählung von 2003 betrug 19.034.
Der Name ist von Niamina – einem ehemaligen kleinen Mandinka-Reich abgeleitet.

## Ortschaften
Die zehn größten Orte sind:
- Jarreng, 3037
- Kundang, 2555
- Mamud Fana, 1943
- Bati Njol, 1501
- Pateh Sam, 1307
- Sotokoi, 1202
- Macca, 901
- Kerewan Demba, 702
- Pakala, 587
- Misira Toben, 578

## Bevölkerung
Nach einer Erhebung von 1993 (damalige Volkszählung) stellt die größte Bevölkerungsgruppe die der Wolof mit einem Anteil von rund vier Zehnteln, gefolgt von den Mandinka und den Fula. Die Verteilung im Detail: 27,2 % Mandinka, 26,2 % Fula, 42,2 % Wolof, 0,6 % Jola, 1,0 % Serahule, 0,6 % Serer, 0 % Aku, 0,2 % Manjago, 0,4 % Bambara und 1,6 % andere Ethnien.